# Dipteryx micrantha
Dipteryx micrantha är en ärtväxtart som beskrevs av Hermann August Theodor Harms. Dipteryx micrantha ingår i släktet Dipteryx och familjen ärtväxter. Inga underarter finns listade i Catalogue of Life.